# Philodromus rufus quartus
Philodromus rufus là một phân loài nhện trong họ Philodromidae.
Loài này thuộc chi Philodromus. Philodromus rufus quartus được miêu tả năm 1968 bởi Charles Denton Dondale & Redner.